# Лондонский парад победы (1982)
Лондонский парад победы (1982) был организован Сити в честь оперативной группы в ознаменование победы над Аргентиной в Фолклендской войне.  Парад прошёл 12 октября 1982 года в Лондоне, спустя 4 месяца после капитуляции аргентинских сил на Фолклендах. До этого Сити не отмечал военных событий с 1949 года, после встречи экипажа  фрегата «Аметист» (HMS Amethyst).
Около 300 000 человек приняло участие в триумфальном шествии от оружейной палаты до ратуши. Впереди воинских подразделений шли оркестры. Некоторые разногласия возникли, когда выяснилось, что принимать парад будет премьер-министр Великобритании Маргарет Тэтчер, а не королева (которая, как и другие представители королевской семьи, не присутствовала). Лидер оппозиции Майкл Фут был замечен стоящим недалеко от Тэтчер и насвистывающим разнообразные мелодии в такт оркестру парада. Также на параде присутствовал мэр Лондона.
По завершении шествия в ратуше Маргарет Тэтчер заявила:

Мы, британский народ, горды своими свершениями, горды включением этих героических страниц в историю нашего острова, горды, что можем сегодня чествовать экспедиционный корпус. Горды, что мы британцы.            
Оригинальный текст (англ.)
We, the British people, are proud of what has been done, proud of these heroic pages in our island story, proud to be here today to salute the task force. Proud to be British.
— 